# Dawyd Igorewitsch

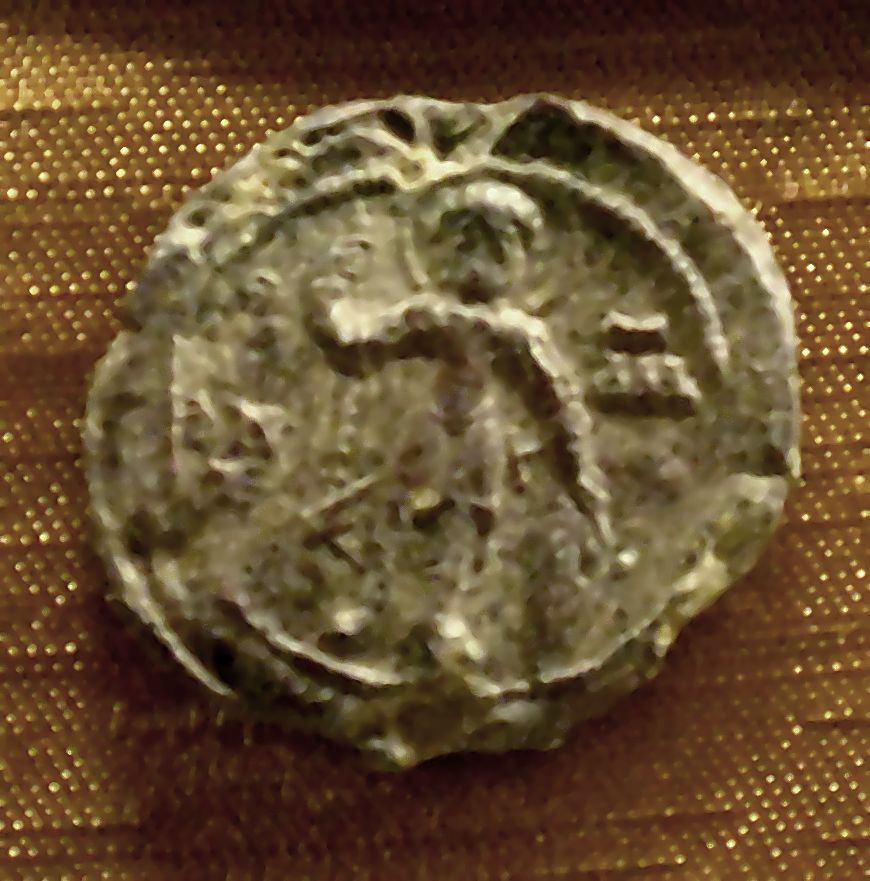
Siegel von Dawyd Igorewitsch

Dawyd Igorewitsch (russisch Давыд Игоревич; * um 1058 (?); † 25. Mai 1112) war Fürst von Tmutarakan (1081–1082), Dorogobusch (1084–1086), Wolhynien (1086–1100) und Busk (1100–1112). Er war ein Enkel von Jaroslaw dem Weisen.

## Leben
Sein Geburtsjahr ist nicht überliefert. Nach dem frühen Tod seines Vaters Igor Jaroslawitsch 1160 lebte er bei Jaropolk Isjaslawitsch, dem Nachfolger seines Vaters in Wladimir.
1081 eroberte er mit Wolodar Rostislawitsch das Fürstentum Tmutarakan, wurde aber 1082 dort wieder vertrieben. 1084 erhielt er von Großfürst Wsewolod Jaroslawitsch von Kiew die Burg Dorogobusch. 1086 wurde er nach dem Tod von Jaropolk Isjaslawitsch Fürst von Wolhynien. Ungefähr zu dieser Zeit bildeten sich die neuen Fürstentümer Swenigorod, Peremyschl und Terebowlja in Wolhynien, aus denen später das Fürstentum Halitsch entstand.
1097 nahm Dawyd am Fürstentag von Ljubetsch teil, wo ihm Wolhynien als eigenständiges Fürstentum bestätigt wurde. In diesem Jahr wurde er von Wassilko Rostislawitsch von Terebowlja aus Wladimir vertrieben und floh nach Polen. 1099 konnte er mit Hilfe des Polowzer Khans Bonjak Wladimir und Luzk zurückerobern, musste aber 1100 nach dem Fürstentag von Uwetitschij das Fürstentum an den Großfürsten Swjatopolk Isjaslawitsch von Kiew abtreten. Er erhielt als Ausgleich die Burgen Busk, Ostrog, Dubno, Tschartoryjsk und Dorogobusch und gründete das Fürstentum Busk.
Am 25. Mai 1112 starb er in Dorogobusch.

## Familie
Der Name der Ehefrau ist nicht bekannt. Söhne waren Igor Dawydowitsch († nach 1150) und eventuell Wsewolod von Grodno († 1114).